# الخرشبة (بعدان)

تعديل مصدري - تعديل

الخرشبة هي إحدى قرى عزلة دلال بمديرية بعدان التابعة لمحافظة إب، بلغ تعداد سكانها 139 نسمة حسب تعداد اليمن لعام 2004.